# BYD Han L
BYD Han L ist eine Limousine der oberen Mittelklasse des Herstellers BYD.

## Geschichte
Der BYD Han L wurde erstmals am 17. Januar 2025 zusammen mit dem verwandten Tang L vorgestellt. Am 17. März 2025 wurden die technischen Details bekannt gegeben und ab diesem Zeitpunkt konnten Vorbestellungen getätigt werden. Die ersten Auslieferungen fanden am 9. April 2025 statt.

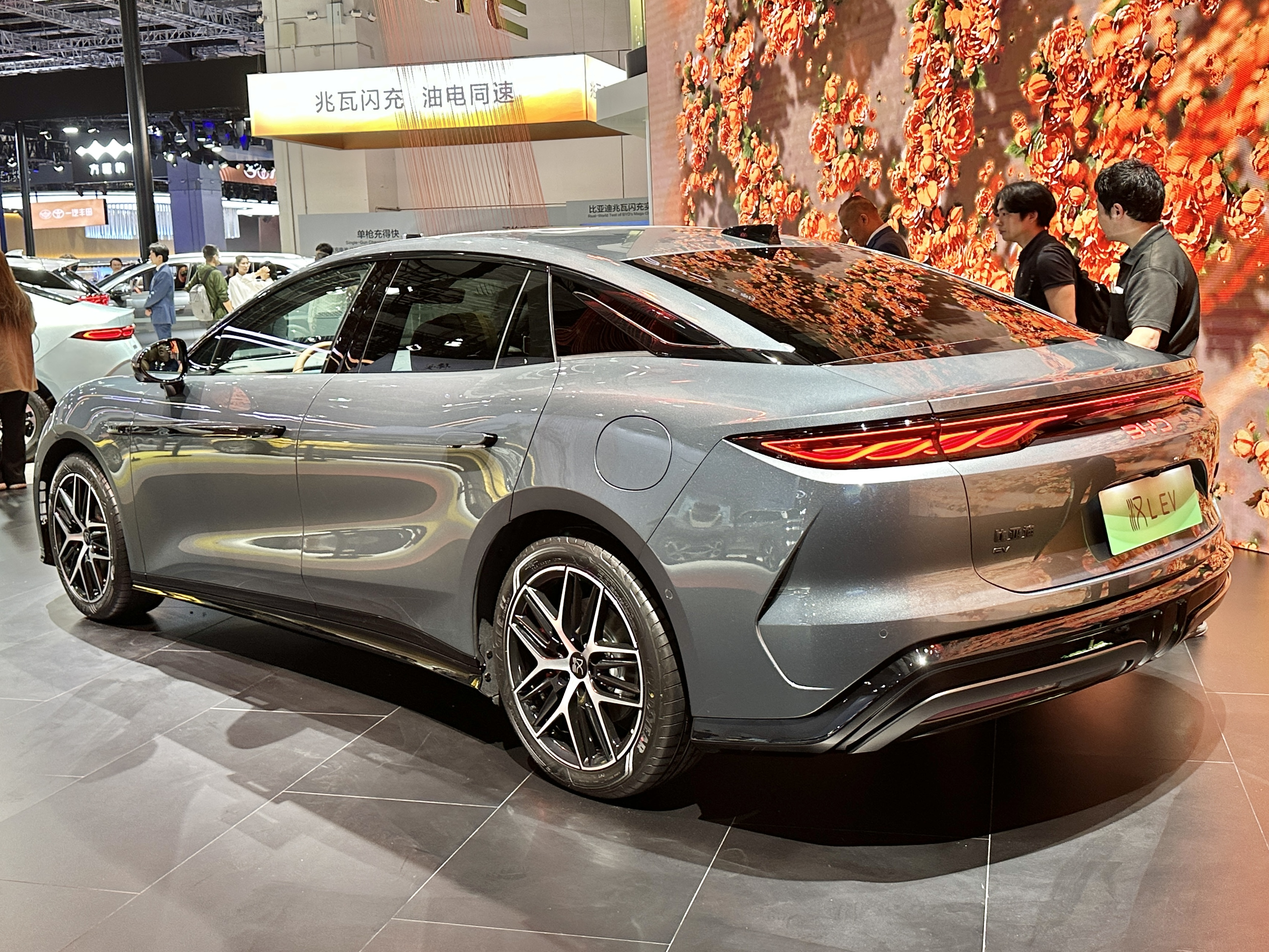
Heckansicht
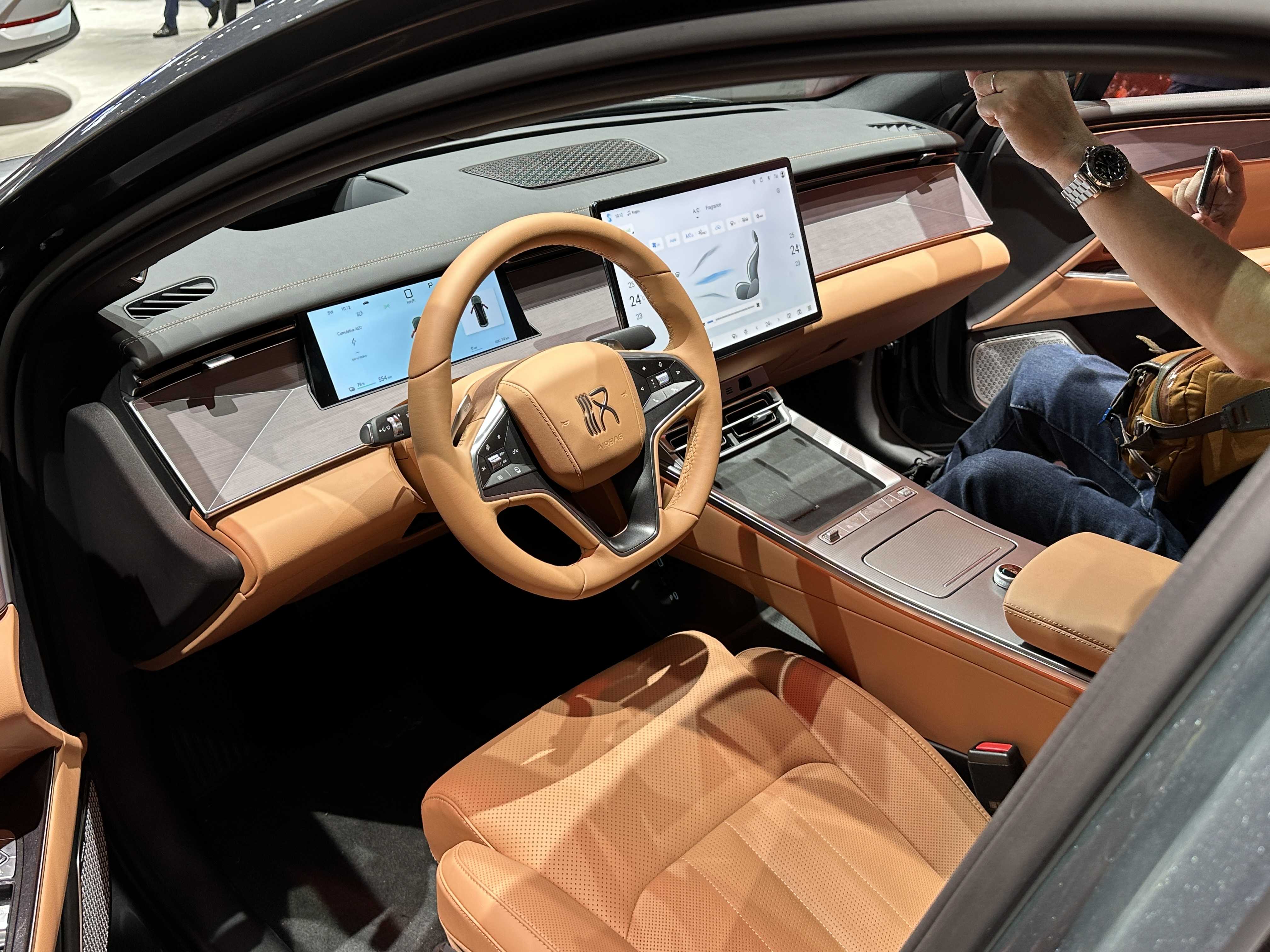
Innenansicht

## Technische Daten
Der Han L nutzt die Super e-Platform von BYD. Es wird der Blade-Akku verwendet, der ein Lithium-Eisenphosphat-Akkumulator ist. Die Akkus haben die Laderate von 10C. Das Auto kann in fünf Minuten 400 km Reichweite nachladen. Der Akku kann von 10 auf 70 Prozent in sechs Minuten geladen werden. Der Akku hat eine Kapazität von 83,2 kWh und kann eine Ladeleistung von 1000 kW (1000 V und 1000 A) aufnehmen. Die Reichweite soll beim Heckantrieb bei 701 km liegen und beim Allradantrieb bei 601 km. Die Motorleistung beim Hinterradantrieb beträgt 500 kW. Beim Allradantrieb beträgt die Motorleistung insgesamt 810 kW, wobei der Motor vorne 230 kW und der Motor hinten 580 kW leistet. Das Auto soll von 0 auf 100 km/h in 2,7 Sekunden beschleunigen. Es ist standardmäßig mit dem Fahrassistenzsystem BYD's God's Eye B ausgestattet. Neben der reinen Batterieversion gibt es noch eine Plug-in-Hybrid-Version. Diese ist mit einem 29,4-kWh-Blade-Akku ausgestattet, welche eine rein elektrische Reichweite von bis zu 200 km ermöglicht. Die kombinierte Reichweite beträgt 1400 km.